# 华盛顿州州徽
华盛顿州州徽（英語：Seal of the State of Washington），是美国华盛顿州的代表徽章。华盛顿州徽章呈圆形，中间部分为乔治·华盛顿的肖像，该肖像由吉尔伯特·斯图尔特绘制；外环文字为及“1889”。1889代表华盛顿州加入联邦的年份。华盛顿州州旗的中心也为华盛顿州州徽。
华盛顿州徽章由查尔斯·塔尔科特设计。在原初的设计中，以瑞尼尔山为主要图案，后改作华盛顿的头像。